# Rafael Inclán
Rafael Inclán  (Mérida, Yucatán, Mexikó, 1941. február 22. –) mexikói színész.

## Élete
Rafael Jiménez Inclán néven született Méridában. Rengeteg filmben szerepelt. 2001-ben szerepet kapott a Szeretők és riválisok című sorozatban. 2008-ban Ignacio szerepét játszotta az Alma de hierróban. 2012-ben megkapta Pupi szerepét a Cachito de cielo című telenovellában.

## Filmográfia

### Sorozatok
- Mujeres asesinas 3 - Azucena, liberada ... Gregorio
- Mujeres asesinas 2 - Ana y Paula, ultrajadas ... Juan Enrique Elizondo
- Mujeres asesinas - Emilia, cocinera ... Felipe Dominguez
- Adictos (2009)
- La familia P. Luche (2007) - Los padres de Excelsa .... Padre de Excelsa
- Objetos perdidos (2007) - Objeto 5 .... Capitán
- La escuelita VIP (2004) .... Tizoc Viví
- La jaula (2004) .... Tranzini
- Juntos pero no revueltos (1993)
- Enrique Polivoz (1977-1980)
- El show de Alejandro Suárez (1972)

### Telenovellák
- Mi marido tiene familia (2017) .... Eugenio Córcega
- Szerelem ajándékba (mi corazón es tuyo) (2014) .... Nicolás Lascurain
- El color de la pasión (2014)
- Cachito de cielo (2012) .... Ernesto Landeros "Pupi"
- Niña de mi corazón (2010) ...  Vittorio Conti
- Atrévete a soñar (2009-2010) .... Tamir
- Alma de Hierro (2008-2009) .... Don Ignacio Hierro González
- Pasión (2007) .... Pirata
- Código postal (2006) .... Avelino Gutiérrez
- Rebelde (2005) .... Guillermo Arregui
- Clase 406 (2002-2003) .... Ezequiel Cuervo
- Szeretők és riválisok (Amigas y rivales) (2001) .... Moncho/Manuel de la Colina/Jacaranda
- Ramona (2000) .... Juan Canito
- Cuento de Navidad (1999) .... Don Chente
- DKDA Sueños de juventud (1999) .... Taxista
- Camila (1998) .... Luis Lavalle
- Mi pequeña traviesa (1997-1998) .... Marcello
- Mi querida Isabel (1996-1997) .... Pantaleón
- La pícara soñadora (1991) .... Camilo López
- En carne propia (1990)
- Simplemente Maria (1989-1990) .... Don Chema
- Rosa salvaje (1987) .... Inspector de Policía
- Vivir un poco (1985) .... Filogonio Llanos del Toro "Marabunta"

### Filmek
- Familia Gang (2014) .... Topillero
- La leyenda de la llorona (2011) .... Alegrije
- Mosquita muerta (2007) .... Paolo Donizetti
- La leyenda de la Nahuala (2007) .... Alebrije
- Bienvenido paisano (2006) .... Epifanio López
- Mujer alabastrina (2006)
- Fuera del cielo (2006) .... Tío Jesús
- El ladrón de sombras (2004)
- El cristo de plata (2004)
- Nicotina (2003) .... Goyo
- Solamente una vez (2002)
- Asesino en serio (2002) .... Vivanco
- Buitres al acecho (2001)
- La perdición de los hombres (2000)
- El coronel no tiene quien le escriba (1999) .... Padre Ángel
- Los apuros de un mojado (1999) .... Prisciliano Pricy
- El baile (1999)
- El evangelio de las maravillas (1998)
- Escuadrón asesino (1998)
- Aviso oportuno (1997) .... Don Lupe
- Los peluqueros (1997) .... Macario Sánchez
- El yerberito (1997) .... Yerbero Maravilla
- Super agente Botones (1997) .... Agapito López Casti
- Devuélvanme a mi hijo (1996)
- Como agaua pa' longaniza (1996)
- Tres bribones en la casa (1996) .... Abel Santoyo
- El policía increíble (1996) .... Guadarrama
- Pistolero y enamorado (1996)
- ¿Con quién duermes esta noche? (1996)
- Fuera ropa (1995)
- El camotero del barrio (1995)
- Duro de salvar (1995) .... Rogelio
- El superman... Dilon dos (1995)
- Los cargadores (1995)
- Amor que mata (1994)
- La cantina (1994)
- Lamineros y ficheras (1994)
- El que las limpia (1994)
- El diablo no tiene sexo (1994)
- Enredos de un recién casado (1994)
- El superman... Dilon (1993)
- ¡Aquí espaantan! (1993) .... Timoteo
- Maten al Mexicano (1993)
- Inseminación artificial (1993)
- El báculo de pioquinto (1993)
- El triste juego del amor (1993) .... Don Joaquín
- El fisgón del hotel (1993) .... Fisgón
- La fichera más rápida del oeste (1992)
- Mofles y Canek en máscara vs. cabellera (1992)
- El chupes (1992)
- Milagro de Vietnam (1992)
- Las dos caras del diablo (1992)
- La dama y el judicial (1992)
- El gandalla (1992)
- Las paradas de los choferes (1991)
- Po's que sueñas Madaleno (1991)
- Ambiciones que matan (1991)
- La buena, la mala, la golfa (1990)
- El mofles en Acapulco (1990)
- Es que Inclán está loco (1990)
- La chica del alacrán de oro (1990)
- Los rateros (1989)
- El chácharas (1989)
- El bar de los nacos (1989)
- El pichichi del barrio (1989)
- A garrote limpio (1989)
- Dos machos que ladran no muerden (1988)
- Los plomeros y las ficheras (1988)
- Fútbol de alcoba (1988)
- Las movidas del mofles (1987)
- La ruletera (1987)
- Mojados de corazón (1987)
- Huele a gas (1986)
- Picardía mexicana 3 (1986)
- El puente II (1986)
- Un hombre violento (1986) .... Charly
- De todas... todas! (1986)
- La pulquería ataca de nuevo (1985)
- El mofles y los mecánicos (1985)
- Hallazgo sangriento (1985)
- El billetero (1984)
- La pulquería 3: Entre ficheras anda el diablo (1984)
- Los peseros (1984)
- Siempre en domingo (1984)
- Emanuelo (1984)
- Corrupción (1984) .... Chacuaco
- Piernas cruzadas (1984) .... Pepe
- Las glorias del Gran Púas (1984)
- Macho que ladra no muerde (1984)
- Se sufre pero se goza (1984)
- El puente (1984)
- Adiós Lagunilla, adiós (1984)
- Gringo mojado (1984) .... Nieven Blanco
- Las modelos de desnudos (1983)
- Chile picante (1983)
- El día del compadre (1983) .... Tito
- Sexo vs. sexo (1983)
- El coyote emplumado (1983)
- Los hijos de Peralvillo (1983)
- Las vedettes (1983)
- Se me sale cuando me río (1983)
- Teatro Follies (1983)
- Huevos rancheros (1982)
- Burdel (1982)
- Una gallina muy ponedora (1982)
- La pulquería 2 (1982)
- Los fayuqueros de Tepito (1982)
- Tijuana caliente (1981)
- D.F./Distrito Federal (1981)
- Que no me bese el mariachi (1981)
- La pulquería (1981)
- ...Y hacemos de... todo morocho (1981)
- La cosecha de mujeres (1981)
- El macho biónico (1981) .... Doctor
- El mil usos (1981)
- El vecindario (1981)
- El héroe desconocido (1981) .... Rodolfo Martínez
- Blanca Nieves y... sus 7 amantes (1980)
- Rigo es amor (1980) .... El Güiro
- Las tentadoras (1980)
- Maldita miseria (1980)
- Muñecas de medianoche (1979)
- El sexo me da risa (1979)
- El fayuquero (1979)
- Esa mi Raza! (1979)
- Las cariñosas (1979)
- El alburero (1979)
- El secuestro de los cien millones (1979)
- La guerra de los sexos (1978)
- La comadrita (1978) .... Atanasio
- Noches de cabaret (1978)
- Las ficheras (Bellas de noche II parte) (1977) .... Movidas
- Bellas de noche (1975) .... Movidas
- Lágrimas de mi barrio (1973)
- El caballo torero (1973)
- Los juniors (1970)
- Las golfas (1969) .... El Predicador

### Színház
- Hecho en México (2013)
- México lindo y herido (2011)
- La pulquería
- Trincheras
- El Tenorio cómico musical
- Los pepenadores
- El avaro (1991)